# Honda Keisuke
Honda Keisuke (本田 圭佑 (Bản-Điền Khuê-Hữu) sinh ngày 13 tháng 6 năm 1986) là một huấn luyện viên và cầu thủ bóng đá người Nhật Bản. Anh hiện đang thi đấu cho câu lạc bộ Paro FC tại Giải bóng đá vô địch quốc gia Bhutan.
Là một cầu thủ đa năng, anh thường thi đấu ở vị trí tiền vệ tấn công, nhưng anh cũng có thể thi đấu tốt ở vị trí tiền đạo cánh, số 9 ảo hoặc là tiền vệ kiến thiết từ tuyến dưới, và thường được sử dụng như một tiền đạo cánh phải cho Milan trong mùa giải 2014–15. Là một cầu thủ nhanh nhẹn, sáng tạo, khỏe và hiệu quả, anh còn được biết đến với những cú sút phạt hiểm hóc, có khả năng dứt điểm tốt và cả khả năng chuyền bóng chính xác.
Anh đã có 98 lần ra sân cho đội tuyển quốc gia từ năm 2008 đến năm 2018, đã từng thi đấu tại các kỳ World Cup 2010, 2014 và 2018. Anh cũng giành chức vô địch AFC Asian Cup 2011, giải đấu mà anh cũng được bầu chọn là cầu thủ xuất sắc nhất giải đấu.

## Sự nghiệp câu lạc bộ

### Tuổi thơ
Honda sinh tại Settsu, Ōsaka. Anh bắt đầu thi đấu bóng đá cho 1 câu lạc bộ địa phương tên là Settsu khi anh còn đang học trung học cơ sở. Honda từng gia nhập hệ thống đào tạo cầu thủ trẻ của Gamba Osaka nhưng sau đó đã không được đưa vào đội hình trẻ chính thức.
Vào trung học phổ thông, anh chuyển đến tỉnh Ishikawa, học tại trường trung học Seiryō và có tên trong đội tuyển trường. Honda là một trong những cầu thủ quan trọng nhất góp phần vào việc đưa Seiryō vào đến bán kết giải bóng đá trung học toàn quốc lần đầu tiên khi họ đại diện thi đấu cho tỉnh Ishikawa. Năm 2004, anh được J. League và Hiệp hội bóng đá Nhật Bản chọn vào danh sách những cầu thủ trẻ triển vọng.

### Nagoya Grampus Eight
Nhờ tài năng của mình, Honda đã trở thành cầu thủ của câu lạc bộ Nagoya Grampus Eight trong lúc anh vẫn còn đang thi đấu cho đội bóng của trường. Anh thi đấu một trận tại Cúp J. League cho Nagoya khi vẫn đang còn là học sinh. Tại đây, khả năng chơi bóng thông minh, tư chất thủ lĩnh nơi tuyến giữa của Honda - với khả năng sáng tạo và làm chủ khu trung tuyến - được phát hiện.
Sau khi tốt nghiệp trung học, Honda chính thức gia nhập Nagoya vào năm 2005. Năm 2006, anh bắt đầu được ra sân thường xuyên trong đội hình chính thức. Honda có 3 mùa bóng ở Nagoya, ra sân 90 lần và ghi được 11 bàn.

### VVV-Venlo

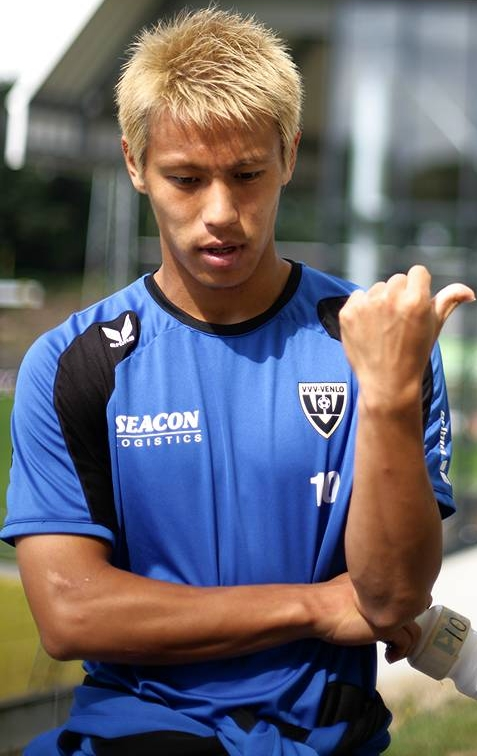
Honda trong một buổi tập ở sân De Koel

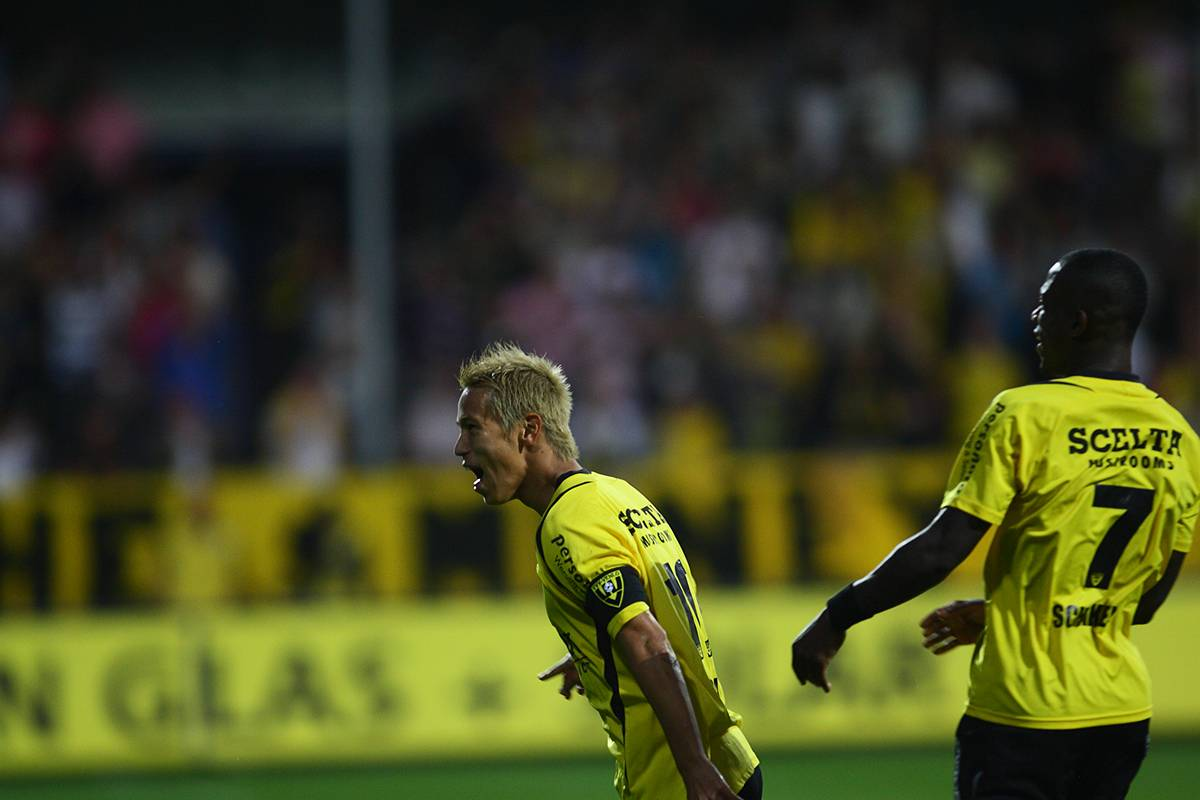
Honda ăn mừng bàn thắng khi thi đấu cho VVV-Venlo

Ngày 16 tháng 1 năm 2008, Honda ký hợp đồng thi đấu có thời hạn 2 năm rưỡi với câu lạc bộ Hà Lan đang thi đấu tại Eredivisie là VVV-Venlo. Bất chấp việc Venlo rớt hạng vào cuối mùa giải đó, mùa giải 2008–2009, tại giải hạng nhì Hà Lan, Honda đã ghi 21 bàn sau 52 trận góp phần đưa Venlo trở lại hạng đấu cao nhất và cá nhân Honda cũng được chọn là cầu thủ xuất sắc nhất giải hạng hai Hà Lan.
Đầu mùa bóng 2009–10, Honda đã ghi một bàn thắng rất đẹp từ khoảng cách hơn 25m vào lưới FC Utrecht. Phong độ thi đấu xuất sắc của Honda tại VVV-Venlo gây ấn tượng mạnh với hiệu suất 3 trận/bàn ở giải vô địch quốc gia Hà Lan – con số cực cao với một tiền vệ và những pha sút phạt trực tiếp mang thương hiệu "Honda" đã trở thành nỗi kinh hoàng cho các thủ môn ở Hà Lan. Các cổ động viên VVV-Venlo đã gọi anh bằng biệt danh "Keizer Keisuke", hay Hoàng đế Keisuke.
Ngày 10 tháng 8 năm 2009, kênh thể thao Anh Sky Sports News đã cho biết câu lạc bộ Liverpool tỏ dấu hiệu quan tâm đến việc chuyển nhượng Honda. Một câu lạc bộ khác của nước Anh là Everton cũng có ý bỏ ra 3 triệu £ để có được sự phục vụ của Honda. Ngoài Liverpool và Everton, ba câu lạc bộ Hà Lan PSV Eindhoven, AFC Ajax và Feyenoord cùng câu lạc bộ Đức Vfl Wolfsburg cũng có những động thái muốn có Honda. Tuy nhiên, do tình trạng tài chính không tốt của các câu lạc bộ này cộng với việc VVV muốn phí chuyển nhượng 10 triệu € nên những lời đề nghị này đều không thành công.

### CSKA Moskva

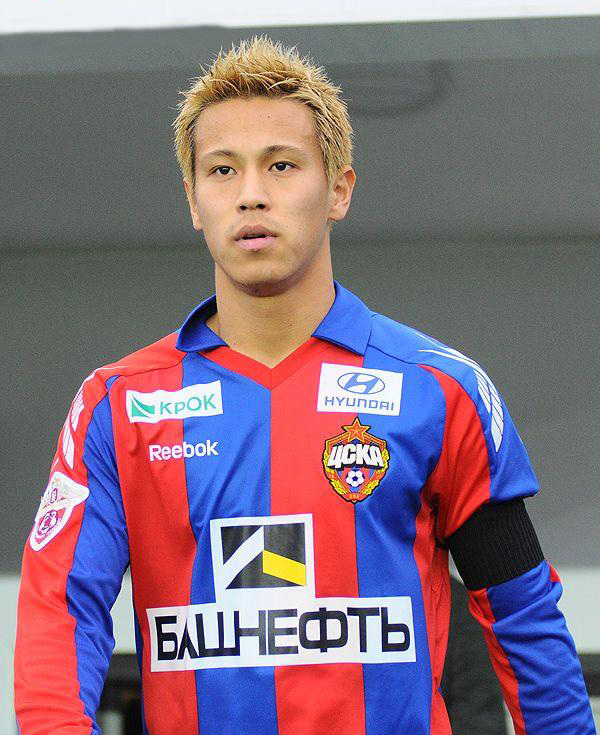
Honda trong màu áo CSKA Moskva năm 2013

Tháng 12 năm 2009, câu lạc bộ Nga CSKA Moskva bắt đầu hỏi mua Honda. Ngày 29 tháng 12 năm 2009, hai câu lạc bộ đã tìm được thỏa thuận chung. Cuối tháng 12, Honda đã chính thức chuyển đến thi đấu cho CSKA Moskva với bản hợp đồng trị giá 9 triệu € trong 4 năm.
Honda có trận đấu đầu tiên cho CSKA tại UEFA Champions League trong trận đấu với Sevilla tại lượt đi vòng 1/16 UEFA Champions League 2009-10. Trong trận lượt về, anh đã ghi bàn với một cú sút phạt từ khoảng cách gần 30m và trước đó có pha kiến thiết thành bàn cho tiền đạo Tomáš Necid. Honda đã lập nên một cột mốc mới cho bóng đá Nhật Bản khi trở thành cầu thủ đầu tiên của Nhật giành quyền vào chơi một trận tứ kết Champions League. Ngoài ra, anh còn được Goal.com chọn vào đội hình tiêu biểu lượt về vòng 1/8 Champions League ở vị trí tiền vệ.
Honda có bàn thắng đầu tiên tại Giải bóng đá ngoại hạng Nga vào ngày 12 tháng 3 năm 2010, trong trận đấu với Amkar Perm từ đường chuyền của Necid. Với bàn thắng này, anh đã đem về 3 điểm cho CSKA Moskva. Ngày 4 tháng 11, anh ghi bàn trong chiến thắng 3–1 trước Palermo tại UEFA Europa League 2010–11, bàn thắng đầu tiên của anh tại Europa League. Ngày 20 tháng 11, anh ghi bàn trong chiến thắng 3-1 trước Spartak Moskva qua đó giúp CSKA Moskva giành vị trí thứ nhì tại giải Ngoại hạng Nga 2010 và có được suất vào thẳng vòng bảng UEFA Champions League 2011-12.
Honda có danh hiệu đầu tiên cùng CSKA là chức vô địch Cúp quốc gia Nga ngày 22 tháng 5 năm 2011 với chiến thắng 2–1 ở trận chung kết với Alania Vladikavkaz. Ba ngày sau đó, anh lập cú đúp ngay trong hiệp một trận đấu thắng 3–0 trước Krylia Sovetov.
Ngày 16 tháng 9 năm 2012, Honda ghi bàn thắng duy nhất của mình trong mùa giải 2012-13 vào lưới Alania, đem về chiến thắng 2–0 cho CSKA. Mùa giải này CSKA đã giành chức vô địch Giải bóng đá ngoại hạng Nga với hai điểm nhiều hơn đội về nhì Zenit. Ngày 13 tháng 7 năm 2013, Honda ghi bàn thắng mở tỉ số đồng thời cũng ấn định chiến thắng 3–0 của CSKA trước Zenit tại trận tranh Siêu cúp bóng đá Nga 2013.
Ngày 11 tháng 12 năm 2013, câu lạc bộ CSKA thông báo Honda đã chính thức rời khỏi đội bóng sau khi hết hạn hợp đồng.

### AC Milan

Honda thi đấu cho AC Milan năm 2015

Ngày 27 tháng 10 năm 2013, giám đốc Milan là Massimiliano Allegri thông báo Honda sẽ đến Milan vào tháng 1 năm 2014 ngay sau khi anh hết hạn hợp đồng với CSKA. Honda chính thức trở thành cầu thủ của Milan từ ngày 3 tháng 1]] và sẽ khoác áo số 10. Ngày 12 tháng 1, Honda có trận đấu đầu tiên cho Milan và tại Serie A khi vào sân thay cho Robinho ở hiệp 2 nhưng Milan đã để thua Sassuolo 4–3. 3 ngày sau đó, anh có trận đấu đầy đủ 90 phút đầu tiên cho Milan và cũng có luôn bàn thắng đầu tiên để đem về chiến thắng 3–1 trước Spezia tại tứ kết Coppa Italia. Bàn thắng đầu tiên của anh tại Serie A đến trong chiến thắng 2–1 trước Genoa. Honda tự đánh giá là mình có phong độ nửa cuối mùa giải 2013–14 thất vọng với chỉ 1 bàn thắng đóng góp cho Milan.

#### 2014-15
Ngày 31 tháng 8 năm 2014, Honda ghi bàn thắng đầu tiên của Milan trong mùa giải mới 2014-15 trong chiến thắng 3–1 trước Lazio. Trong chiến thắng với tỷ số nghẹt thở 5–4 trước Parma vào ngày 14 tháng 9, Honda là người ghi bàn thắng thứ hai và kiến tạo cho Giacomo Bonaventura mở tỉ số. Đến trận đấu ở vòng đấu tiếp theo với Empoli, Honda là người ghi bàn san bằng tỉ số 2–2 cho Milan. Anh có bàn thắng thứ tư trong sáu trận đấu với pha đá phạt thành bàn trong chiến thắng 2–0 trước ChievoVerona vào ngày 4 tháng 10. Honda có cú đúp đầu tiên trong màu áo đội bóng Ý vào ngày 19 tháng 10 để đem về chiến thắng 3–1 trước Verona. Ngày 9 tháng 5 năm 2015, Honda có hai đường chuyền thành bàn đem về chiến thắng 2-1 của Milan trước Roma. Sau khởi đầu ấn tượng đầu mùa giải 2014-15 với 6 bàn/7 trận, Honda đã không thể ghi thêm bàn nào và chỉ có thêm 3 pha kiến tạo trong phần còn lại của mùa giải.

#### 2015-17
Ngày 17 tháng 8 năm 2015, trong trận mở màn mùa giải mới gặp Perugia tại vòng 3 Coppa Italia, Honda là người mở tỉ số và có đường chuyền thành bàn cho Luiz Adriano ấn định chiến thắng 2-0. Ngày 14 tháng 2 năm 2016, anh có bàn thắng đầu tiên và cũng là cuối cùng tại Serie A 2015-16 bằng cú sút xa nâng tỉ số lên 2-0 trong trận thắng 2-1 trước Genoa.
Ngày 21 tháng 5 năm 2017, Honda ghi bàn từ một pha đá phạt trực tiếp, giúp Milan thắng Bologna 3-0 để giành quyền tham dự UEFA Europa League mùa giải sau. Anh có trận đấu cuối cùng trong màu áo Milan một tuần sau đó, và được vinh dự mang băng đội trưởng nhưng Milan đã để thua Cagliari 2-1. Trong hơn 3 năm khoác áo AC Milan, Honda đã ra sân 78 trận, có được 9 bàn thắng và 17 kiến tạo.

### Pachuca
Ngày 14 tháng 7 năm 2017, câu lạc bộ Mexico Pachuca thông báo đã chính thức chiêu mộ Honda. Ngày 23 tháng 8 năm 2017, anh ghi bàn ngay trong trận ra mắt Pachuca thắng Veracruz 4-1. Anh có bàn thắng thứ ba cho Pachuca với một quả đá phạt trực tiếp từ gần 30 mét trong trận thua 2-3 trước Monarcas Morelia.
Ngày 15 tháng 4 năm 2018, anh ghi một bàn và kiến tạo một bàn trong chiến thắng 3-1 trước Santos Laguna. Ở mùa giải 2017-18, anh là chân sút chủ lực của Pachuca với 10 bàn thắng và 7 pha kiến tạo. Nhờ phong độ tốt ở mùa giải này, Honda được triệu tập vào đội tuyển quốc gia tham dự World Cup tại Nga.

### Melbourne Victory
Vào ngày 6 tháng 8 năm 2018, anh ký hợp đồng với câu lạc bộ Melbourne Victory của Úc theo dạng chuyển nhượng tự do

### Botafogo
Vào ngày 31 tháng 1 năm 2020, Honda đã ký hợp đồng với câu lạc bộ Campeonato Brasileiro Série A Botafogo. Vào ngày 15 tháng 3 năm 2020, Honda đã ra mắt và ghi bàn đầu tiên cho câu lạc bộ, trong trận hòa 1-1 với Bangu trở thành cầu thủ đầu tiên thế giới ghi bàn ở tất cả châu lục khác nhau

## Sự nghiệp quốc tế
Honda là thành viên của đội tuyển Olympic Nhật Bản tham dự Vòng chung kết giải vô địch bóng đá U-20 thế giới và vòng loại Thế vận hội Mùa hè 2008 (tại vòng loại này, anh đã từng ghi bàn vào lưới Đội tuyển bóng đá U-23 quốc gia Việt Nam).
Anh có trận đấu đầu tiên cho đội tuyển Nhật Bản vào ngày 22 tháng 6 năm 2008 trong trận đấu vòng loại Giải vô địch bóng đá thế giới 2010 với Bahrain. Ngày 14 tháng 7 năm 2008, anh có tên trong danh sách chính thức của đội tuyển Nhật Bản tham dự Thế vận hội tại Bắc Kinh 2008. Honda có bàn thắng đầu tiên cho tuyển Nhật Bản vào ngày 27 tháng 5 năm 2009 trong trận đấu giao hữu với Chile tại Cúp Kirin ở Sân vận động Nagai, Ōsaka.
Ngày 4 tháng 3 năm 2010, Honda ghi bàn thắng ấn định tỉ số 2–0 trong trận đấu cuối cùng của đội tuyển Nhật Bản tại vòng loại Cúp bóng đá châu Á 2011 với Bahrain. Ngày 10 tháng 5, anh có tên trong danh sách 23 cầu thủ Nhật Bản tham dự Giải bóng đá vô địch thế giới 2010 tại Nam Phi do huấn luyện viên Okada Takeshi công bố.

### World Cup 2010
Ngày 14 tháng 6 năm 2010, Honda đã ghi bàn thắng duy nhất trong trận đấu với Cameroon giúp Nhật Bản giành được 3 điểm đầu tiên tại Giải vô địch bóng đá thế giới 2010 và đây cũng là chiến thắng đầu tiên của đội tuyển Nhật Bản tại một kỳ World Cup tổ chức ở nước ngoài. Sau trận đấu, anh đã được FIFA chọn làm Cầu thủ xuất sắc nhất trận. Ngày 24 tháng 6, trong trận đấu cuối cùng của vòng bảng với Đan Mạch, Honda đã tiếp tục toả sáng giúp đội tuyển Nhật Bản giành quyền vào vòng 1/16. Anh mở tỉ số trận đấu ở phút 17 với cú sút phạt từ khoảng cách 32m vào góc xa làm sững sờ thủ môn Thomas Sorensen. Đến phút 89, anh có pha xử lý kỹ thuật loại bỏ hoàn toàn hàng phòng ngự Đan Mạch, rồi thực hiện đường chuyền ngang cho Okazaki Shinji đệm bóng vào khung thành bỏ trống ấn định tỉ số 3–1. Do đó, Honda đã được FIFA chọn làm Cầu thủ xuất sắc nhất trận đấu và đây là lần thứ hai tại Giải bóng đá vô địch thế giới 2010, anh nhận được danh hiệu này. Huấn luyện viên đội tuyển Đan Mạch Morten Olsen cũng khen ngợi Honda "Cậu ta là một cầu thủ tuyệt vời, có khả năng giữ bóng rất tốt."
Ngày 29 tháng 6, đội tuyển Nhật Bản đã bị loại tại vòng 1/16 sau khi để thua đội tuyển Paraguay 5–3 ở loạt sút luân lưu sau 120 phút hai đội hoà nhau 0–0. Mặc dù vậy, Honda vẫn tiếp tục giành được danh hiệu Cầu thủ xuất sắc nhất trận đấu của FIFA. Sau khi kết thúc giải đấu, theo thống kê của FIFA, Honda là cầu thủ có số lần phạm lỗi nhiều nhất giải với 19 lần.

### Asian Cup 2011
Honda tiếp tục có tên trong đội hình đội tuyển Nhật Bản tham dự Cúp bóng đá châu Á 2011 tại Qatar. Anh ghi bàn ấn định tỉ số trong chiến thắng 2–1 trước Syria từ chấm phạt đền ở lượt trận thứ hai vòng bảng ngày 13 tháng 1. Trong trận bán kết với Hàn Quốc, quả phạt đền của anh ở phút 97 bị thủ môn Jung Sung-Ryong đẩy ra nhưng đồng đội của anh là Hosogai Hajime đã ập vào đá bồi kịp thời nâng tỉ số lên 2–1. Tuy nhiên sau đó trong loạt sút luân lưu, Honda đã thực hiện thành công quả phạt đền của mình. Nhật Bản giành thắng lợi 3–0 sau loạt sút luân lưu để vào chung kết gặp Úc. Trong trận chung kết, Nhật Bản tiếp tục đánh bại Úc 1–0 để chính thức giành ngôi vô địch.
Honda sau đó đã được AFC chọn làm Cầu thủ xuất sắc nhất Cúp bóng đá châu Á 2011 sau khi vượt qua các ứng viên khác như Park Ji Sung, Mark Schwarzer và Server Djeparov.

### Confederation Cup 2013
Ngày 9 tháng 6 năm 2012, Honda lập hat-trick đầu tiên cho đội tuyển trong thắng lợi 6-0 trước Jordan tại vòng loại World Cup 2014.

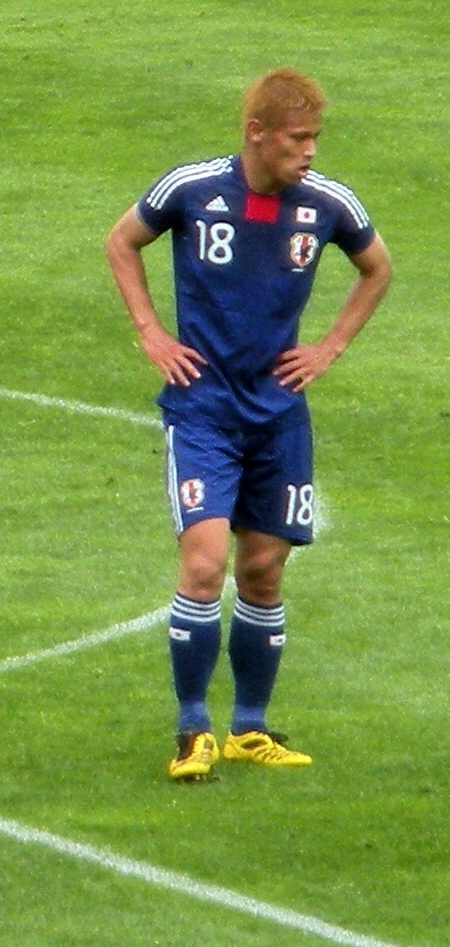
Honda trong màu áo ĐTQG Nhật Bản

Với chức vô địch châu Á, Honda đã cùng đội tuyển Nhật Bản tham dự Cúp Liên đoàn các châu lục 2013 tại Brasil. Sau trận ra quân thua chủ nhà Brasil 0–3, Nhật Bản bước vào trận quyết định với Ý. Honda ghi bàn thắng mở tỉ số nhưng chung cuộc Nhật Bản để thua 4–3 và chính thức bị loại.

### World Cup 2014
Honda có tên trong danh sách 23 cầu thủ Nhật Bản tham dự Giải bóng đá vô địch thế giới 2014 tại Brasil. Chỉ sau 16 phút trận mở màn của đội tuyển Nhật Bản tại bảng C với Bờ Biển Ngà, Honda đã mở tỉ số cho Nhật Bản với cú sút căng bằng chân trái trong vòng cấm. Tuy nhiên sau đó Bờ Biển Ngà đã lội ngược dòng thành công thắng lại 2–1. Ở trận đấu tiếp theo với Hy Lạp ngày 19 tháng 6 với kết quả hòa 0–0 chung cuộc, anh được FIFA bầu chọn là Cầu thủ xuất sắc nhất trận đấu. Tuy nhiên, trận thua 1–4 sau đó trước Colombia đã khiến đội tuyển Nhật Bản bị loại ngay sau vòng bảng. Đích thâm Honda phải lên tiếng xin lỗi các CĐV nhà sau thất bại này.

### Asian Cup 2015
Tháng 12 năm 2014, Honda được tân huấn luyện viên Javier Aguirre điền tên vào đội hình đội tuyển tham dự Cúp bóng đá châu Á 2015 tại Úc. Anh đã ghi bàn trong cả ba trận vòng bảng với Palestine, Iraq và Jordan trong đó có 2 bàn từ chấm phạt đền để giúp Nhật Bản giành ngôi đầu bảng với 9 điểm tuyệt đối.
Nhật Bản sau đó đã bất ngờ chính thức trở thành "cựu vương" của Cúp bóng đá châu Á sau thất bại 4–5 trên chấm luân lưu trước UAE tại tứ kết, trong đó Honda và Kagawa là những cầu thủ Nhật Bản đã đá hỏng phạt đền.

### World Cup 2018
Ngày 31 tháng 5 năm 2018, Honda được chọn tham dự giải đấu World Cup lần thứ ba trong sự nghiệp tại Nga sau khi huấn luyện viên Nishino Akira chốt danh sách 23 cầu thủ chính thức.. Trong trận đấu đầu tiên gặp Colombia, anh ra sân từ ghế dự bị và để lại dấu ấn với pha đá phạt góc cho Osako Yuya đánh đầu ghi bàn ấn định chiến thắng 2-1 cho đội nhà. Trong trận đấu tiếp theo trước Sénégal, anh lại ra sân từ ghế dự bị và trở thành cầu thủ Nhật Bản đầu tiên ghi bàn ở cả ba kỳ World Cup liên tiếp với bàn thắng gỡ hòa 2-2 từ một pha dứt điểm cận thành. Đội tuyển Nhật Bản sau đó vượt qua vòng bảng xếp trên Senegal do hơn về chỉ số fair-play nhưng thua chung cuộc 2-3 trước Bỉ ở vòng 16 đội dù Nhật Bản đã có 2 bàn thắng dẫn trước. Sau giải đấu đó, Honda ban đầu tuyên bố chia tay đội tuyển quốc gia sau 10 năm gắn bó nhưng sau khi gia nhập CLB mới Melbourne Victory, anh tiết lộ mong muốn được chơi một giải đấu cuối cùng trong sự nghiệp quốc tế bằng cách tham dự Thế vận hội Mùa hè 2020 diễn ra tại Tokyo.

## Thống kê sự nghiệp

### Câu lạc bộ
Tính đến 29 tháng 4 năm 2018.
| Câu lạc bộ          | Mùa giải            | Giải đấu                    | Giải vô địch  | Giải vô địch | Giải vô địch   | Cúp1          | Cúp1         | Cúp1           | Châu lục3     | Châu lục3    | Châu lục3      | Khác2         | Khác2        | Khác2          | Tổng cộng     | Tổng cộng    | Tổng cộng      |
| Câu lạc bộ          | Mùa giải            | Giải đấu                    | Số lần ra sân | Số bàn thắng | Đường kiến tạo | Số lần ra sân | Số bàn thắng | Đường kiến tạo | Số lần ra sân | Số bàn thắng | Đường kiến tạo | Số lần ra sân | Số bàn thắng | Đường kiến tạo | Số lần ra sân | Số bàn thắng | Đường kiến tạo |
| ------------------- | ------------------- | --------------------------- | ------------- | ------------ | -------------- | ------------- | ------------ | -------------- | ------------- | ------------ | -------------- | ------------- | ------------ | -------------- | ------------- | ------------ | -------------- |
| Nagoya Grampus      | 2004                | J1 League                   | 0             | 0            | 0              | —             | —            | —              | —             | —            | —              | 1             | 0            | 0              | 1             | 0            | 0              |
| Nagoya Grampus      | 2005                | J1 League                   | 31            | 2            | 1              | 2             | 0            | 0              | —             | —            | —              | 2             | 0            | 0              | 35            | 2            | 1              |
| Nagoya Grampus      | 2006                | J1 League                   | 29            | 6            | 3              | 1             | 0            | 0              | —             | —            | —              | 4             | 2            | 0              | 34            | 8            | 3              |
| Nagoya Grampus      | 2007                | J1 League                   | 30            | 3            | 0              | 2             | 0            | 0              | —             | —            | —              | 3             | 0            | 0              | 35            | 3            | 4              |
| Tổng cộng           | Tổng cộng           | Tổng cộng                   | 90            | 11           | 4              | 5             | 0            | 0              | —             | —            | —              | 10            | 2            | 0              | 105           | 13           | 4              |
| VVV-Venlo           | 2007–08             | Eredivisie                  | 14            | 2            | 0              | —             | —            | —              | —             | —            | —              | 3             | 0            | 0              | 17            | 2            | 0              |
| VVV-Venlo           | 2008–09             | Eerste Divisie              | 36            | 16           | 14             | 1             | 0            | 0              | —             | —            | —              | —             | —            | —              | 37            | 16           | 14             |
| VVV-Venlo           | 2009–10             | Eredivisie                  | 18            | 6            | 7              | 2             | 2            | 1              | —             | —            | —              | —             | —            | —              | 20            | 8            | 8              |
| Tổng cộng           | Tổng cộng           | Tổng cộng                   | 68            | 24           | 21             | 3             | 2            | 1              | —             | —            | —              | 3             | 0            | 0              | 74            | 26           | 22             |
| CSKA Moskva         | 2010                | Giải bóng đá ngoại hạng Nga | 28            | 4            | 5              | 5             | 0            | 2              | 12            | 2            | 4              | 1             | 0            | 0              | 46            | 6            | 11             |
| CSKA Moskva         | 2011–12             | Giải bóng đá ngoại hạng Nga | 25            | 8            | 6              | 1             | 0            | 1              | 1             | 0            | 0              | 1             | 0            | 0              | 28            | 8            | 7              |
| CSKA Moskva         | 2012–13             | Giải bóng đá ngoại hạng Nga | 23            | 7            | 6              | 3             | 1            | 1              | 2             | 1            | 1              | 0             | 0            | 0              | 28            | 9            | 8              |
| CSKA Moskva         | 2013–14             | Giải bóng đá ngoại hạng Nga | 18            | 1            | 2              | 0             | 0            | 0              | 6             | 2            | 2              | 1             | 2            | 0              | 25            | 5            | 4              |
| Tổng cộng           | Tổng cộng           | Tổng cộng                   | 94            | 20           | 19             | 9             | 1            | 4              | 21            | 5            | 7              | 3             | 2            | 0              | 127           | 28           | 30             |
| Milan               | 2013–14             | Serie A                     | 14            | 1            | 2              | 2             | 1            | 0              | —             | —            | —              | —             | —            | —              | 16            | 2            | 2              |
| Milan               | 2014–15             | Serie A                     | 29            | 6            | 5              | 1             | 0            | 0              | —             | —            | —              | —             | —            | —              | 30            | 6            | 5              |
| Milan               | 2015–16             | Serie A                     | 30            | 1            | 3              | 7             | 1            | 4              | —             | —            | —              | —             | —            | —              | 37            | 2            | 7              |
| Milan               | 2016–17             | Serie A                     | 8             | 1            | 0              | 1             | 0            | 0              | —             | —            | —              | —             | —            | —              | 9             | 1            | 0              |
| Tổng cộng           | Tổng cộng           | Tổng cộng                   | 81            | 9            | 10             | 11            | 2            | 4              | —             | —            | —              | —             | —            | —              | 92            | 11           | 14             |
| Pachuca             | 2017-18             | Liga MX                     | 23            | 10           | 4              | 5             | 3            | 1              | 0             | 0            | 0              | 2             | 0            | 0              | 28            | 12           | 5              |
| Pachuca             | Tổng cộng           | Tổng cộng                   | 23            | 10           | 4              | 5             | 3            | 1              | 0             | 0            | 0              | 2             | 0            | 0              | 29            | 13           | 5              |
| Tổng cộng sự nghiệp | Tổng cộng sự nghiệp | Tổng cộng sự nghiệp         | 354           | 71           | 58             | 32            | 8            | 10             | 21            | 5            | 7              | 18            | 4            | 0              | 426           | 90           | 75             |

1Bao gồm Cúp Hoàng đế Nhật Bản và Cúp quốc gia Nga.
2Bao gồm Cúp J. League.
3Bao gồm UEFA Champions League và UEFA Europa League.
4Bao gồm Eredivisie/Eerste Divisie Relegation và Siêu cúp Nga.

### Đội tuyển quốc gia
| Đội tuyển bóng đá quốc gia Nhật Bản | Đội tuyển bóng đá quốc gia Nhật Bản | Đội tuyển bóng đá quốc gia Nhật Bản |
| Năm                                 | Số trận                             | Bàn thắng                           |
| ----------------------------------- | ----------------------------------- | ----------------------------------- |
| 2008                                | 1                                   | 0                                   |
| 2009                                | 10                                  | 3                                   |
| 2010                                | 12                                  | 3                                   |
| 2011                                | 8                                   | 2                                   |
| 2012                                | 9                                   | 4                                   |
| 2013                                | 12                                  | 8                                   |
| 2014                                | 13                                  | 4                                   |
| 2015                                | 14                                  | 9                                   |
| 2016                                | 7                                   | 2                                   |
| 2017                                | 5                                   | 0                                   |
| 2018                                | 7                                   | 1                                   |
| Tổng cộng                           | 98                                  | 37                                  |

### Bàn thắng quốc tế

#### Đội tuyển U-23 Nhật Bản
| #  | Ngày                 | Địa điểm                                                      | Đối thủ    | Ghi bàn | Tỉ số chung cuộc | Giải đấu               |
| -- | -------------------- | ------------------------------------------------------------- | ---------- | ------- | ---------------- | ---------------------- |
| 1. | 7 tháng 8 năm 2006   | Sân vận động Olympic Tần Hoàng Đảo, Tần Hoàng Đảo, Trung Quốc | Trung Quốc | 1–0     | 2–0              | Giao hữu               |
| 2. | 29 tháng 11 năm 2006 | Sân vận động Qatar SC, Doha, Qatar                            | Pakistan   | 1–0     | 3–2              | Asiad 2006             |
| 3. | 18 tháng 4 năm 2007  | Sân vận động Abbasiyyin, Damascus, Syria                      | Syria      | 1–0     | 2–0              | Vòng loại Olympic 2008 |
| 4. | 16 tháng 5 năm 2007  | Sân vận động Hồng Kông, Hồng Kông                             | Hồng Kông  | 3–0     | 4–0              | Vòng loại Olympic 2008 |
| 5. | 17 tháng 11 năm 2007 | Sân vận động Quốc gia Mỹ Đình, Hà Nội, Việt Nam               | Việt Nam   | 3–0     | 4–0              | Vòng loại Olympic 2008 |

#### Đội tuyển Nhật Bản
| #   | Ngày                 | Địa điểm                                          | Đối thủ                                           | Ghi bàn | Tỉ số chung cuộc | Giải đấu                 |
| --- | -------------------- | ------------------------------------------------- | ------------------------------------------------- | ------- | ---------------- | ------------------------ |
| 1.  | 27 tháng 5 năm 2009  | Sân vận động Nagai, Osaka, Nhật Bản               | Chile                                             | 4–0     | 4–0              | Kirin Cup 2009           |
| 2.  | 10 tháng 10 năm 2009 | Sân vận động Nissan, Yokohama, Nhật Bản           | Scotland                                          | 2–0     | 2–0              | Kirin Cup 2009           |
| 3.  | 14 tháng 10 năm 2009 | Sân vận động Miyagi, Rifu, Nhật Bản               | Togo                                              | 5–0     | 5–0              | Kirin Cup 2009           |
| 4.  | 3 tháng 3 năm 2010   | Sân vận động Toyota, Toyota, Nhật Bản             | Bahrain                                           | 2–0     | 2–0              | Vòng loại Asian Cup 2011 |
| 5.  | 14 tháng 6 năm 2010  | Sân vận động Free State, Bloemfontein, Nam Phi    | Cameroon                                          | 1–0     | 1–0              | World Cup 2010           |
| 6.  | 24 tháng 6 năm 2010  | Sân vận động Royal Bafokeng, Rustenburg, Nam Phi  | Đan Mạch                                          | 1–0     | 3–1              | World Cup 2010           |
| 7.  | 13 tháng 1 năm 2011  | Sân vận động Qatar SC, Doha, Qatar                | Syria                                             | 2–1     | 2–1              | Asian Cup 2011           |
| 8.  | 10 tháng 8 năm 2011  | Sapporo Dome, Sapporo                             | Hàn Quốc                                          | 2–0     | 3–0              | Kirin Cup 2011           |
| 9.  | 3 tháng 6 năm 2012   | Sân vận động Saitama 2002, Saitama, Nhật Bản      | Oman                                              | 1–0     | 3–0              | Vòng loại World Cup 2014 |
| 10. | 8 tháng 6 năm 2012   | Sân vận động Saitama 2002, Saitama, Nhật Bản      | Jordan                                            | 2–0     | 6–0              | Vòng loại World Cup 2014 |
| 11. | 8 tháng 6 năm 2012   | Sân vận động Saitama 2002, Saitama, Nhật Bản      | Jordan                                            | 3–0     | 6–0              | Vòng loại World Cup 2014 |
| 12. | 8 tháng 6 năm 2012   | Sân vận động Saitama 2002, Saitama, Nhật Bản      | Jordan                                            | 5–0     | 6–0              | Vòng loại World Cup 2014 |
| 13. | 6 tháng 2 năm 2013   | Sân vận động Home's Kobe, Kobe, Nhật Bản          | Latvia                                            | 2–0     | 3–0              | Giao hữu                 |
| 14. | 4 tháng 6 năm 2013   | Sân vận động Saitama 2002, Saitama, Nhật Bản      | Úc                                                | 1–1     | 1–1              | Vòng loại World Cup 2014 |
| 15. | 19 tháng 6 năm 2013  | Arena Pernambuco, Recife, Brasil                  | Ý                                                 | 1–0     | 3–4              | Confed Cup 2013          |
| 16. | 14 tháng 8 năm 2013  | Sân vận động Miyagi, Rifu, Nhật Bản               | Uruguay                                           | 2–4     | 2–4              | Giao hữu                 |
| 17. | 6 tháng 9 năm 2013   | Sân vận động Nagai, Osaka, Nhật Bản               | Guatemala                                         | 1–0     | 3–0              | Giao hữu                 |
| 18. | 10 tháng 9 năm 2013  | Sân vận động Nissan, Yokohama, Nhật Bản           | Ghana                                             | 3–1     | 3–1              | Giao hữu                 |
| 19. | 16 tháng 11 năm 2013 | Cristal Arena, Genk, Bỉ                           | Hà Lan                                            | 2–2     | 2–2              | Giao hữu                 |
| 20. | 19 tháng 11 năm 2013 | Sân vận động Nhà vua Baudouin, Brussels, Bỉ       | Bỉ                                                | 2–1     | 3–2              | Giao hữu                 |
| 21. | 7 tháng 6 năm 2014   | Sân vận động Raymond James, Tampa, Hoa Kỳ         | Zambia                                            | 1–2     | 4–3              | Giao hữu                 |
| 22. | 7 tháng 6 năm 2014   | Sân vận động Raymond James, Tampa, Hoa Kỳ         | Zambia                                            | 3–2     | 4–3              | Giao hữu                 |
| 23. | 15 tháng 6 năm 2014  | Arena Pernambuco, Recife, Brasil                  | Bờ Biển Ngà                                       | 1–0     | 1–2              | World Cup 2014           |
| 24. | 14 tháng 11 năm 2014 | Sân vận động Toyota, Toyota, Nhật Bản             | [[File:\|23x15px\|border \|alt=\|link=]] Honduras | 2–0     | 6–0              | Giao hữu                 |
| 25. | 12 tháng 1 năm 2015  | Sân vận động Newcastle, Newcastle, Úc             | Palestine                                         | 3–0     | 4–0              | Asian Cup 2015           |
| 26. | 16 tháng 1 năm 2015  | Sân vận động Brisbane, Brisbane, Úc               | Iraq                                              | 1–0     | 1–0              | Asian Cup 2015           |
| 27. | 20 tháng 1 năm 2015  | Sân vận động Melbourne Rectangular, Melbourne, Úc | Jordan                                            | 1–0     | 2–0              | Asian Cup 2015           |
| 28. | 27 tháng 3 năm 2015  | Ōita Bank Dome, Ōita, Nhật Bản                    | Tunisia                                           | 2–0     | 2–0              | Giao hữu                 |
| 29. | 11 tháng 6 năm 2015  | Sân vận động Nissan, Yokohama, Nhật Bản           | Iraq                                              | 1–0     | 4–0              | Giao hữu                 |
| 30. | 3 tháng 9 năm 2015   | Sân vận động Saitama 2002, Saitama, Nhật Bản      | Campuchia                                         | 1–0     | 3–0              | Vòng loại World Cup 2018 |
| 31. | 8 tháng 9 năm 2015   | Sân vận động Azadi, Tehran, Iran                  | Afghanistan                                       | 6–0     | 6–0              | Vòng loại World Cup 2018 |
| 32. | 8 tháng 10 năm 2015  | Sân vận động Al-Seeb, Seeb, Oman                  | Syria                                             | 1–0     | 3–0              | Vòng loại World Cup 2018 |
| 33. | 12 tháng 11 năm 2015 | Sân vận động Quốc gia, Kallang, Singapore         | Singapore                                         | 2–0     | 3–0              | Vòng loại World Cup 2018 |
| 34. | 17 tháng 11 năm 2015 | Sân vận động Olympic, Phnôm Pênh, Campuchia       | Campuchia                                         | 2–0     | 2–0              | Vòng loại World Cup 2018 |
| 35. | 29 tháng 3 năm 2016  | Sân vận động Saitama 2002, Saitama, Nhật Bản      | Syria                                             | 3–0     | 5–0              | Vòng loại World Cup 2018 |
| 36. | 1 tháng 9 năm 2016   | Sân vận động Saitama 2002, Saitama, Nhật Bản      | UAE                                               | 1–0     | 1–2              | Vòng loại World Cup 2018 |
| 37. | 24 tháng 6 năm 2018  | Sân vận động Trung tâm, Yekaterinburg, Nga        | Sénégal                                           | 2–2     | 2–2              | World Cup 2018           |

## Danh hiệu

### Câu lạc bộ

#### VVV-Venlo
- Eerste Divisie: 2008–09

#### CSKA Moskva
- Copa del Sol: 2010

### Đội tuyển quốc gia
- AFC Asian Cup: 2011

### Cá nhân
- Cầu thủ xuất sắc nhất tại Cúp bóng đá châu Á 2011
- Cầu thủ xuất sắc nhất Eerste Divisie: 2008–09[83]
- Cầu thủ xuất sắc nhất trận đấu Nhật Bản - Cameroon tại Giải bóng đá vô địch thế giới 2010 ngày 14 tháng 6 năm 2010.
- Cầu thủ xuất sắc nhất trận đấu Nhật Bản - Đan Mạch tại Giải bóng đá vô địch thế giới 2010 ngày 24 tháng 6 năm 2010.
- Cầu thủ xuất sắc nhất trận đấu Nhật Bản - Paraguay tại Giải bóng đá vô địch thế giới 2010 ngày 29 tháng 6 năm 2010.
- Cầu thủ xuất sắc nhất trận đấu Nhật Bản - Hy Lạp tại Giải bóng đá vô địch thế giới 2014 ngày 19 tháng 6 năm 2014.

## Đời tư
Bên ngoài sân cỏ, Honda tham gia nhiều hoạt động xã hội. Anh được biết đến là người đã lập ra Quỹ Yume - một sáng kiến toàn cầu để dạy về tầm quan trọng của việc có một giấc mơ, cung cấp học bổng cho sinh viên – vận động viên có điều kiện kinh tế khó khăn. Đến nay, tổ chức này đã lập ra 18 trại bóng đá ở các quốc gia như Indonesia, Việt Nam, Thái Lan, Uganda, Campuchia và Hoa Kỳ. Quỹ Yume sau đó đã phát triển thành Soltilo & Surf Cup Sports. Quỹ có hơn 70 chương trình và 15.000 trẻ em trên toàn thế giới, từ thanh thiếu niên đến các cầu thủ trẻ chuyên nghiệp. Những triết lý mà Honda đã đúc kết được qua nhiều năm chơi bóng là những gì mà chương trình này giảng dạy.
Honda từng mở học viện bóng đá ở Campuchia năm 2016. Anh cũng là chủ tịch của Soltilo Angkor - CLB thi đấu ở giải VĐQG Campuchia. Đội bóng có ba cầu thủ người Nhật Bản, gồm Kento Fujihara, Unno Tomoyuki và Yuta Kikuchi. Honda cũng vừa hùn vốn mở một quỹ đầu tư mạo hiểm với ngôi sao Hollywood - Will Smith. Ngày 12 tháng 8 năm 2018, anh được Liên đoàn Bóng đá Campuchia (FFC) bổ nhiệm làm huấn luyện viên trưởng của đội tuyển bóng đá quốc gia Campuchia, cầu thủ người Nhật còn kiêm luôn vai trò quản lý mọi hoạt động của đội bóng đang đứng thứ 166 trên bảng xếp hạng FIFA. Hợp đồng làm HLV tuyển Campuchia không ảnh hưởng đến sự nghiệp cầu thủ của Honda, bởi anh sẽ chỉ đạo ban huấn luyện Campuchia thông qua những cuộc gọi video hàng tuần. FFC cũng khẳng định muốn sự trợ giúp của Honda trong việc phát triển bóng đá trẻ nước này.
Anh trai của Honda cũng là một cầu thủ bóng đá. Chú của Honda là Honda Daizaburo là một vận động viên canoeing từng đại diện Nhật Bản tranh tài tại Thế vận hội Mùa hè 1964 tại Tokyo. Con trai của Daizaburo là Honda Tamon từng tham dự ba kỳ Thế vận hội liên tiếp ở môn vật tự do từ năm 1984 đến năm 1992 và hiện là vận động viên vật chuyên nghiệp.
Anh kết hôn với Misako, một giáo viên mẫu giáo, và họ đã có một đứa con trai.